# Palamone
Luiz Bento Palamone ou simplesmente Palamone (Araraquara, 21 de março de 1898 — São Paulo, 22 de outubro de 1970 ou 1966), foi um futebolista brasileiro que atuou como zagueiro.

## Carreira
Iniciou sua carreira futebolística no Americano FC de Araraquara. Após saída do Americano FC, o atleta defendeu o AA Mackenzie College em São Paulo e Botafogo FC do Rio. Foi benemérito do Botafogo. Fez parte da Seleção Brasileira que conquistou os Campeonatos Sul-Americanos de Futebol de  1919, sem jogar, e 1922, donde foi titular. Defendeu também a Seleção que ganhou a Copa Roca de 1922.  Pela Seleção Brasileira, fez sete jogos e não marcou gol.
Em 1926, concluiu o curso de medicina, especializando-se em oftalmologia, e estabeleceeu seu consultório em Araraquara. Ligou-se também à política e exerceu atividades sociais e culturais, entre as quais diversos cargos no esporte. Foi diretor da Faculdade de Farmácia e Odontologia de Araraquara e, finalmente, foi distinguido com o seu nome no Estádio Municipal Dr. Luiz Bento Palamone.

## Morte
Morreu em 22 de outubro de 1970[carece de fontes?] ou 1966 de causa desconhecida.

## Títulos
Seleção Brasileira
- Campeonato Sul-Americano de Futebol: 1919 e 1922
- Copa Roca de 1922
- Taça Rodrigues Alves: 1922